# Lithostege multiplicata
Lithostege multiplicata är en fjärilsart som beskrevs av Otto Staudinger 1869. Lithostege multiplicata ingår i släktet Lithostege och familjen mätare. Inga underarter finns listade i Catalogue of Life.